# ¿Cómo estamos hoy, eh?
«¿Cómo estamos hoy, eh?» es el primer corte para difusión del álbum de estudio Mancha registrada, perteneciente a la banda de rock marplatense Los Súper Ratones, editado en 2000 bajo el sello EMI. Fue compuesto por Fernando Blanco y José Luis Properzi.

## Historia

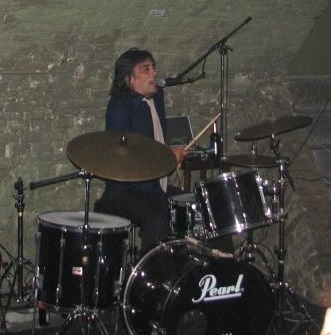
José Luis Properzi, autor de la canción.

La canción fue compuesta por Properzi, tras salir apresurado de un local bailable, intentando llegar a tiempo al sello grabador en el que estaba trabajando; que lo tenía "apretado", para poder terminar un álbum de estudio y que carecía de una sola canción. Al momento de subir a un taxi, el conductor del mismo, un conocido de Properzi le preguntó: «¿Cómo estamos hoy, eh?»; a lo que el músico en ese momento se le ocurrió el título de su nueva canción.

## Interpretación
Es un rock con ritmo contagioso y con una letra original y entretenida. También empieza tranquila y se va poniendo más estridente hasta explotar hasta el final con las secciones de vientos por parte la banda La Mosca Tsé Tsé. La fuerza de la canción, las imágenes del video y lo que cuenta en su letra fue interpretado como la banda de sonido de la crisis que se avecinaba en la "Argentina del corralito".

## Video
Se ve a los integrantes de la agrupación mirando como se abren y se cierran las puertas de los edificios por sí solas, mientras interpretan la canción.